# Altenburger Gusztáv
Altenburger Gusztáv (Pest, 1841. április 6. – 1895) heraldikus, címerfestő. Budapest közigazgatásában dolgozott hivatalnokként.

## Munkássága
1873-ban Pest, Buda és Óbuda egyesítésének előkészítésekor az erre kijelölt öttagú bizottság Altenburger Gusztáv tervezetét hagyta jóvá Budapest címereként, melyet az 1873. március 29-i fővárosi közgyűlés el is fogadott.

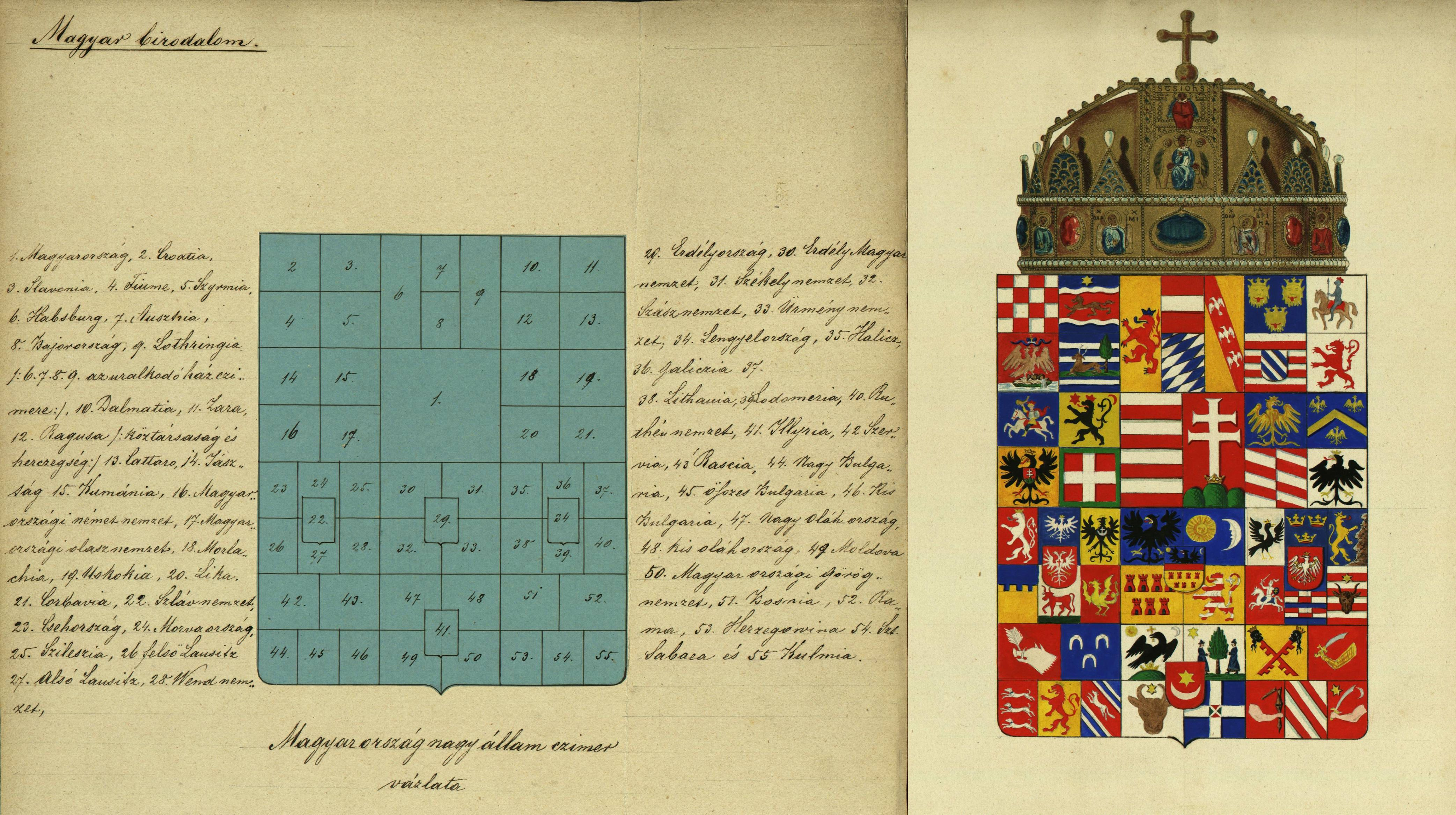
Magyarország nagycímerének terve

Ő tervezte meg Magyarország államcímerét (középcímerét), melyet az uralkodó 1874. február 9-én szentesített. Valamikor a kiegyezés után elkészítette Magyarország nagycímerének tervét is, mely olyan tartományok címereit is tartalmazza, amelyek valaha a magyar királyság uralma alá tartoztak, így az egyfajta igénycímer. Olyan területek (36. Galícia, 37. Lemberg) címereit is tartalmazza, amelyek az Osztrák-Magyar Monarchia joghatósága alatt álltak, ezért ennek a címertervnek a törvénybe iktatása soha nem merült fel komolyan. A Magyarország címertára című mű alapanyagát az általa 16 éven át gyűjtött címerek és pecsétek képezték. Ez a mű 150 táblán 1500 címert tartalmaz.
Cikkeket közölt a magyar címerekről a Századokba (1872), a Pester Lloydba (1875. 221. sz.), a Független Hírlapba (1879. 184. 185. sz.) és az Ország-Világba (1883). A Magyar Országos Levéltárban található hagyatéka tartalmazza a magyarországi települések pecsét- és bélyegzőlenyomatait, valamint címerkivágatait.

## Művei
- 1867 A magyar szent korona és koronázási jelvények. Pest.
- 1867 A Magyar szent korona alá hajdan tartozott és jelenleg tartozó részeknek, megyék és nagyobb városoknak czimerei. Pest.
- 1885 Magyarország czimertára. Budapest. (Rumbold Bernát címerfestővel együtt adták ki, a szöveget Tagányi Károly írta. A mű befejezetlen.)